# Куля (фільм, 1996)
«Куля» (англ. Bullet) — американський кримінальний фільм 1996 року режисера Джулієна Темпла з Міккі Рурком і Тупаком Шакуром у головних ролях. Сценарій до фільму написали Брюс Рубінштейн і Рурк під псевдонімом «сер» Едді Кук. Рурк також виступає музичним супервайзером фільму.

## Акторський склад
| Актор            | Роль                 |
| ---------------- | -------------------- |
| Мікі Рурк        | Бутч «Куля» Штайн    |
| Тупак Шакур      | Тенк                 |
| Метью Пауерс     | Педді                |
| Едрієн Броуді    | Рубі Штайн           |
| Тед Левін        | Луїс Штайн           |
| Донні Волберг    | «Big Balls»          |
| Джеррі Грейсон   | Сол Штайн            |
| Сюзанн Шеперд    | Кукі Штайн           |
| Джон Інос III    | Лестер               |
| Ренді Вокер      | Даллас               |
| Майкл К. Вільямс | Хай Топ              |
| Пітер Дінклейдж  | будівельний менеджер |

## Сюжет
Тридцятип'ятирічний американський єврей Бутч «Куля» Штайн, ув'язнений рецидивіст і наркоман, виходить із в’язниці умовно-достроково, відбувши 8 років за співучасть у пограбуванні, яке вчинив його друг Педді, гангстер ірландського походження. Після звільнення «Куля» та його найкращий друг Лестер грабують двох підлітків заради наркотиків.
Він також грабує наркоторговця Флако і встромляє йому ніж в око, наказуючи повідомити свого боса Тенка про повернення «Кулі». Повернувшись у Бруклін, він оселяється зі своєю дисфункціональною родиною, де його чекають батько-алкоголік, мати в стані депресії та два брати: старший, психічно нестабільний ветеран В'єтнаму на ім’я Луїс, і молодший брат Рубі, що мріє стати графіті-художником.
Тенк — місцевий наркобарон, який має старі рахунки з «Кулею», адже той колись поранив його в око, коли вони відбували покарання разом. Здається, «Куля» приймає цей виклик із задоволенням. Спочатку Тенк тисне на Педді, щоб той знайшов і привів до нього «Кулю». Потім він намагається вбити «Кулю», підлаштувавши так, щоб один із дилерів Педді продав йому наркотики з отрутою. Але цей план провалюється, коли на точку продажу нападають озброєні грабіжники, і один із них проколює руку Рубі ножем.
«Куля» розважається тим, що вживає героїн і грабує будинок сусіда заради коштовностей, які вони з Лестером продають італо-американському гангстеру на прізвисько «Frankie Eyelashes». Він також заохочує Рубі слідувати своїм мистецьким мріям і має глибоку дружню розмову з Лестером про потенційну приховану гомосексуальність Лестера через те, що його мати покинула його і батько помер, коли він був дитиною, але він заперечує це.
Після першої невдалої спроби вбити «Кулю» Тенк підмовляє одного зі своїх головорізів спровокувати бійку з ним. Свідком сутички, яка закінчується внічию після того, як головоріз ламає собі руку, стає Луїс. Педді починає підозрювати, що Тенк намагається знищити «Кулю» й водночас стравити його з іншими, маніпулюючи всіма. Педді та його помічник на прізвисько «Big Balls» приходять до Тенка для з’ясування стосунків і вбивають двох його поплічників, зокрема Хай Топа.
«Куля» ненадовго повертається додому й просить у матері вибачення за все, через що їй довелося пройти через нього за ці роки. Пізніше він іде до нічного клубу разом із Рубі та Лестером. Педді намагається допомогти йому втекти, оскільки знає, що Тенк прямує вбити його. «Куля» приймає свою долю, коли його оточують Тенк і його люди, і вступає у фінальну сутичку з Тенком, який вбиває його.
Незабаром після похорону, Луїс мстить, зненацька нападаючи на Тенка, коли той намагається зайти у свій клуб, і вбиває його, перерізавши горло. Луїс залишає на трупі домашнього пацюка «Кулі» (названого на честь Тоні Кертіса) і вигукує: "Payback's a motherfucke" (фраза, яку Тенк сказав «Кулі», коли підбурив свого поплічника битися з ним). Фільм закінчується тим, що Луїс спостерігає, як пацюк поласувати трупом Тенка.

## Виробництво
Фільм був знятий у Нью-Йорку в 1994 році, значна частина зйомок проходила в Брукліні. Фільм вийшов у жовтні 1996 року у форматі direct-to-video, через місяць після смерті Шакура.